# Greatest Hits (Taylor Dayne)
Greatest Hits è un album di raccolta della cantante statunitense Taylor Dayne, pubblicato nel 1995.

## Tracce
1. Say a Prayer (David Morales Remix) – 3:59 (Taylor Dayne, Shep Pettibone, Tony Shimkin)
2. Tell It to My Heart (LP Version) – 3:40 (Seth Swirsky, Ernie Gold)
3. I'll Always Love You (Single Version) – 4:20 (Jimmy George)
4. Can't Get Enough of Your Love – 4:26 (Barry White)
5. With Every Beat of My Heart – 4:25 (Arthur Baker, Lotti Golden, Tommy Faragher)
6. Love Will Lead You Back (Single Version) – 4:25 (Diane Warren)
7. Don't Rush Me (LP Version) – 3:50 (Alexandra Forbes, Jeff Franzel)
8. Prove Your Love – 3:27 (Seth Swirsky, Arnie Roman)
9. I'll Be Your Shelter (Single Version) – 4:08 (Diane Warren)
10. Heart of Stone (Single Version) – 4:03 (Elliot Wolff, Gregg Tripp)
11. Send Me a Lover – 4:30 (Richard Hahn, George Thatcher)
12. I'll Wait (E-Smoove Hot Mix) – 4:15 (Dayne, Pettibone, Shimkin)
13. Tell It to My Heart (T-empo Radio Mix) – 3:47 (Swirsky, Gold)
14. Say a Prayer (Vission Lorimer Mix) – 3:59 (Dayne, Pettibone, Shimkin)